# Шойрен (Берн)
Шойрен (нім. Scheuren BE) — громада  в Швейцарії в кантоні Берн, адміністративний округ Біль.

## Географія
Громада розташована на відстані близько 23 км на північний захід від Берна.
Шойрен має площу 2,1 км², з яких на 10,5% дозволяється будівництво (житлове та будівництво доріг), 54,8% використовуються в сільськогосподарських цілях, 26,7% зайнято лісами, 8,1% не є продуктивними (річки, льодовики або гори).

## Демографія
2019 року в громаді мешкало 437 осіб (+0,5% порівняно з 2010 роком), іноземців було 4,8%. Густота населення становила 207 осіб/км².
За віковим діапазоном населення розподілялося таким чином: 20,4% — особи молодші 20 років, 61,1% — особи у віці 20—64 років, 18,5% — особи у віці 65 років та старші. Було 184 помешкань (у середньому 2,4 особи в помешканні).
Із загальної кількості 133 працюючих 40 було зайнятих в первинному секторі, 41 — в обробній промисловості, 52 — в галузі послуг.